# Baunt
Der Baunt (russisch озеро Баунт/osero Baunt; Bauntsee) ist ein 165 km² großer Bergsee am Südostrand des Stanowoihochlandes in Ostsibirien (Russland), östlich des Baikalsees.

## Lage und Allgemeines
Der See liegt in einer sich in südwest-nordöstlicher Richtung parallel zum Hauptkamm des nordwestlich gelegenen Südlichen Muja-Gebirges (Juschnomuisker Gebirge) erstreckenden Senke, die es zum südöstlich gelegenen Witimplateau abgrenzt. Die Längsausdehnung des Sees beträgt 18 km, seine größte Breite 9 km, die maximale Tiefe 33 m.
Das nordwestliche Ufer des in 1059 m (nach älteren Angaben 1060 m) Höhe gelegenen Sees ist steil und felsig – die Berge steigen hier unmittelbar auf über 1400 m an, ebenso ein Teil des Südufers. Südwest- und Ostufer sind dagegen flach und sumpfig, mit einer Vielzahl weiterer kleiner Seen. In das Südwestende des Sees mündet die dort Obere Zipa genannte Zipa in zwei Armen, deren südlicher Neue Zipa (Nowaja Zipa) genannt wird. Von Osten mündet der zweite große Zufluss Zipikan. Im äußersten Nordosten entfließt die Zipa dem See in die Untere Zipa. Acht Kilometer südwestlich des Sees erhebt sich der Berg Bolschoi Chapton (Großer Chapton) auf 2284 m.
Am Nordostende des Sees liegt die nach ihm benannte kleine Siedlung Baunt, unweit des Südwestendes an der Zipa der „Kurort Baunt“ (auch Gorjatschi Kljutsch, „Heiße Quelle“ genannt) mit einigen heißen Quellen. Beides sind heute Ortsteile der Ländlichen Siedlung Zipikan des Rajons Baunt der Republik Burjatien. Während der russischen Expansion nach Sibirien im 17. Jahrhundert errichteten Kosaken unweit des Baunt 1652 einen Ostrog als einen der ersten jenseits des Baikalsees.